# Yoichiro Kakitani
Yoichiro Kakitani (柿谷 曜一朗, Kakitani Yōichirō), né le 3 janvier 1990 à Osaka au Japon, est un footballeur japonais, qui joue au poste d'attaquant au Nagoya Grampus.
Il fait partie de l'effectif vainqueur de la coupe d'Asie des nations de football des moins de 16 ans 2006 et participe pleinement à ce succès avec ses quatre réalisations en cinq matchs joués dans la compétition.

## Biographie

### En club
Né à Osaka au Japon, Yoichiro Kakitani est formé par l'un des clubs local, le Cerezo Osaka, où il commence sa carrière professionnelle.
Le 7 juillet 2014, Yoichiro Kakitani tente l'aventure en Europe en s'engageant avec le FC Bâle. Il signe un contrat courant jusqu'en juin 2018.

### En sélection
Yoichiro Kakitani honore sa première sélection avec l'équipe nationale du Japon le 21 juillet 2013, contre la Chine. Il est titulaire et marque également son premier but en sélection ce jour-là. Les deux équipes se séparent toutefois sur un match nul (3-3).

## Statistiques
| Saison | Club                    | Championnat | Championnat | Championnat | Coupe nationale | Coupe nationale | Coupe de la Ligue | Coupe de la Ligue | Sélection                     | Sélection | Sélection | Total | Total |
| Saison | Club                    | Division    | M.          | B.          | M.              | B.              | M.                | B.                | Équipe                        | M.        | B.        | M.    | B.    |
| 2005   | Cerezo Osaka U-18       | -           | -           | -           | -               | -               | -                 | -                 | Japon - 17 ans                | 1         | 0         | 1     | 0     |
| 2006   | Cerezo Osaka            | J.League 1  | 1           | 0           | 0               | 0               | 0                 | 0                 | Japon - 17 ans                | 5         | 4         | 6     | 4     |
| 2007   | Cerezo Osaka            | J.League 2  | 21          | 2           | 1               | 0               | -                 | -                 | Japon - 17 ans Japon - 20 ans | 3 4       | 2         | 29    | 6     |
| 2008   | Cerezo Osaka            | J.League 2  | 24          | 0           | 0               | 0               | -                 | -                 | Japon - 20 ans                | 2         | 0         | 26    | 0     |
| 2009   | Cerezo Osaka            | J.League 2  | 6           | 2           | -               | -               | -                 | -                 | -                             | -         | -         | 6     | 2     |
| 2009   | Tokushima Vortis (prêt) | J.League 2  | 27          | 4           | 1               | 0               | -                 | -                 | Japon - 20 ans                | 2         | 1         | 30    | 5     |
| 2010   | Tokushima Vortis (prêt) | J.League 2  | 34          | 4           | 2               | 0               | -                 | -                 | -                             | -         | -         | 36    | 4     |
| 2011   | Tokushima Vortis (prêt) | J.League 2  | 36          | 6           | 1               | 0               | -                 | -                 | -                             | -         | -         | 37    | 6     |
| 2012   | Cerezo Osaka            | J.League 1  | 30          | 11          | 1               | 0               | 7                 | 5                 | -                             | -         | -         | 38    | 16    |
| 2013   | Cerezo Osaka            | J.League 1  | 34          | 21          | 0               | 0               | 8                 | 3                 | Japon                         | 9         | 4         | 51    | 28    |

## Palmarès

### En sélection
- Vainqueur de la coupe d'Asie des nations de football des moins de 16 ans 2006 avec l'équipe du Japon des moins de 17 ans de football
- Vainqueur de la Coupe d'Asie de l'Est de football 2013 et meilleur buteur avec 3 réalisations

### En club
- Championnat de Suisse :
  - Champion : 2015 et 2016.
- Coupe du Japon :
  - Vainqueur : 2017.
- Coupe de la Ligue japonaise :
  - Vainqueur : 2017.